# Échevannes (Côte-d'Or)
Échevannes è un comune francese di 226 abitanti situato nel dipartimento della Côte-d'Or nella regione della Borgogna-Franca Contea.

## Società

### Evoluzione demografica
Abitanti censiti